# Tomáš Halanda
Tomáš Halanda (* 25. April 1992) ist ein slowakischer Volleyballspieler.

## Karriere
Halanda spielte bis 2013 in seiner Heimat bei Slavia und COP Trenčín sowie bei Unicef Bratislava, wo er 2013 Slowakischer Meister und Pokalsieger wurde. Anschließend spielte der Außenangreifer eine Saison beim deutschen Bundesligisten Chemie Volley Mitteldeutschland. Danach spielte Halanda bei VK Prievidza (Slowakei), bei SKV Ústí nad Labem (Tschechien), bei VK Komárno (Slowakei) und bei Saaremaa VK, mit dem er den estnischen Pokal gewann.